# Law & Order True Crime
Law & Order True Crime es una serie estadounidense de antología del crimen verdadero que se estrenó el 26 de septiembre de 2017 en NBC. La serie fue ordenada por NBC el 15 de julio de 2016 y forma parte de la franquicia Law & Order. Creado por René Balcer, la primera temporada de ocho episodios, titulada Law & Order True Crime: The Menendez Murders, es una dramatización del juicio de Lyle y Erik Menendez, quienes fueron condenados en 1996 por el asesinato de sus padres, José y Kitty Menéndez. La serie se encuentra actualmente en pausa.

## Reparto y personajes

### Principal
- Edie Falco como Leslie Abramson, la abogada defensora que representó a Lyle y Erik Menéndez.[3]
- Gus Halper como Erik Menendez, el hermano menor acusado de matar a sus padres.
- Miles Gaston Villanueva como Lyle Menendez, el hermano mayor acusado de matar a sus padres.

### Periódico
- Anthony Edwards como el juez Stanley Weisberg, quien supervisó el juicio de Lyle y Erik.
- Julianne Nicholson como Jill Lansing, compañera de Abramson en el equipo de defensa para el primer ensayo.
- Harry Hamlin como Barry Levin, abogado adjunto de Abramson en el segundo juicio de Erik Menéndez.
- Constance Marie como Marta Cano, la hermana de José.
- Carlos Gómez como José Menendez, el padre de Lyle y Erik.
- Sam Jaeger como el detective Les Zoeller, el detective del Departamento de Policía de Beverly Hills que investigó los asesinatos de José y Kitty Menendez.
- Josh Charles como el doctor Jerome Oziel, el psiquiatra de Lyle y Erik.
- Sterling Beaumon como Glenn Stevens, amigo de Lyle de la Universidad de Princeton.
- Ben Winchell como Donovan Goodreau.
- Molly Hagan como Joan Vandermolen, la hermana mayor de Kitty.
- Dominic Flores como Henry Llano, el primo de Lyle y Erik.
- Lolita Davidovich como Kitty Menendez, la madre de Lyle y Erik.
- Chris Bauer como Tim Rutten, esposo de Leslie y periodista de Los Angeles Times.
- Heather Graham como Judalon Smyth, la amante emocionalmente frágil de Oziel.
- Elizabeth Reaser como fiscal adjunta de distrito Pam Bozanich, quien fue asignada a los asesinatos de José y Kitty Menendez.
- Larry Cedar como Milton Andersen, el hermano mayor de Kitty.
- Ezra Buzzington como fiscal adjunto de distrito Elliott Alhadeff, primer fiscal en el caso.
- Raphael Sbarge como Jon Conte.
- Taylor Kalupa como Anna Eriksson, la prometida de Lyle y su futura esposa.
- Jenny Cooper como Megan Lang.
- Irene DeBari como Maria Menendez, la abuela de Lyle y Erik.

## Episodios
| No. | Título       | Dirigido por        | Escrito por     | Fecha de emisión         | Audiencias EUA (en millones) |
| --- | ------------ | ------------------- | --------------- | ------------------------ | ---------------------------- |
| 1 | "Episodio 1" | Lesli Linka Glatter | René Balcer     | 26 de septiembre de 2017 | 6.06                         |
| Jose y Kitty Menendez son asesinados en su casa. La policía investiga inicialmente el doble homicidio con vínculos al negocio de José Menéndez que tiene vínculos con el crimen organizado, mientras los hermanos Lyle y Erik se van de compras para asistir al funeral de sus padres. Pero a medida que los detectives se agotan, la evidencia apunta el crimen a una dirección diferente, los hermanos Menéndez. Y mientras ve los eventos que se desarrollan en los medios de comunicación, la abogada de defensa criminal Leslie Abramson se interesa en los asesinatos y los hermanos. |              |                     |                 |                          |                              |
| 2 | "Episodio 2" | Lesli Linka Glatter | René Balcer     | 3 de octubre de 2017     | 4.82                         |
| Los detectives Zoeller y Linehan del Departamento de Policía de Beverly Hills comienzan a entrevistar a los amigos y conocidos de los hermanos en el despertar del asesinato de José y Kitty. Mientras tanto, Erik hace una confesión impactante a su psicólogo que podría cambiar cómo va el caso. El abogado defensor Abramson aprende más sobre la dinámica y la historia de la familia Menéndez y toma la decisión de representar a los hermanos en el próximo juicio en la corte. |              |                     |                 |                          |                              |
| 3 | "Episodio 3" | Holly Dale          | Gina Gionfriddo | 10 de octubre de 2017    | 4.72                         |
| Mientras que Lyle y Erik están bajo custodia policial por sospechas de haber asesinado a sus padres, la abogada defensora Leslie Abramson trabaja incansablemente para comprender qué podría llevar a dos jóvenes a cometer un crimen tan horrible como asesinar a sus padres. Mientras tanto, la fiscalía trata de obtener el video y las cintas de audio de las sesiones de Lyle y Erik con su psicólogo, lo que finalmente revela un secreto impactante que la familia ha estado escondiendo de todos durante mucho tiempo.                                                              |              |                     |                 |                          |                              |
| 4 | "Episodio 4" | Holly Dale          | Diana Son       | 17 de octubre de 2017    | 4.36                         |
| Erik y Lyle comienzan a contar los horrendos detalles de los abusos psicológicos, verbales y sexuales que sufrieron las manos de sus padres durante toda su vida. Mientras tanto, Leslie Abramson presenta un caso para que las cintas del Dr. Oziel sean expulsadas de la corte. Pam Ferrero se enfrenta a una mayor presión por parte de la oficina del fiscal del distrito con respecto al juicio de Erik y Lyle. |              |                     |                 |                          |                              |
| 5 | "Episodio 5" | Fred Berner         | René Balcer     | 24 de noviembre de 2017  | 4.61                         |
| Un nivel extremadamente elevado de escrutinio público surge en los medios de comunicación y el sistema judicial cuando el juez Weisberg permite que los procedimientos se difundan públicamente en la televisión sobre el próximo juicio en el tribunal de Erik y Lyle. La ética y los motivos cuestionables de uno de los testigos estrella amenazan la credibilidad del juez Weisberg en el caso. Mientras tanto, Leslie Ambrason comienza a luchar con sus propios demonios personales como resultado del estrés del caso.                                                               |              |                     |                 |                          |                              |
| 6 | "Episodio 6" | Fred Berner         | Gina Gionfriddo | 31 de octubre de 2017    | 3.53                         |
| Después de un largo período de tiempo, Erik y Lyle finalmente testifican por primera vez ante el jurado. Leslie hace un movimiento sorprendente en el juicio después de que el juez Weisberg aprueba el desentrañamiento de las cintas de confesión de los hermanos. Se hacen los argumentos finales y se deja el veredicto para que el jurado decida. |              |                     |                 |                          |                              |
| 7 | "Episodio 7" | Michael Pressman    | Diana Son       | 7 de noviembre de 2017   | 4.08                         |
| Después de escuchar los argumentos finales de la defensa y la ADA, ambos jurados luchan por llegar a una decisión unánime en el caso problemático. Garcetti intenta contrarrestar la disminución de la percepción pública del sistema de justicia penal. El desempeño y la credibilidad del juez Weisberg en el juicio se encuentran bajo un escrutinio y atención extremadamente intensos de los medios. |              |                     |                 |                          |                              |
| 8 | "Episodio 8" | Michael Pressman    | René Balcer     | 14 de noviembre de 2017  | 4.16                         |
| Un segundo juicio comienza con Barry Levin uniéndose a la defensa para representar a los dos hermanos. La colusión política intensa alcanza un ápice en el caso. El juez Weisberg niega que los miembros de la familia de Lyle y Erik testifiquen en el juicio. Mientras tanto, Leslie descubre información reveladora sobre las infancias de José y Kitty. Finalmente, el jurado decide el veredicto y todas las partes en el caso regresan a la corte por última vez para escucharlo. |              |                     |                 |                          |                              |

## Producción
El rodaje de la serie comenzó el 26 de junio de 2017 para una primera temporada de ocho episodios. En abril de 2016, Dick Wolf y NBC anunciaron que estaban trabajando en la serie, una primera temporada basada en el caso de asesinato de los hermanos Menendez. Aún no se ha confirmado una segunda temporada, pero Dick Wolf mencionó que tiene muchas ideas para el programa y una posible historia si hay una segunda temporada. "Esto es único para mí, después de 27 años de Ley y Orden", dijo Dick Wolf a los críticos de televisión en TCA en una entrevista. “Esto está tomado de los titulares; hemos hecho algunos grandes programas arrancados de los titulares, pero esto está en un nivel diferente ". Una idea para una historia de la segunda temporada incluye el atentado de Oklahoma City en 1995". Justo antes de la gira de prensa de verano de [Television Critics Association], Le había mencionado el caso de Tim McVeigh y sus ojos se iluminaron ", dice René Balcer sobre la reacción de Wolf. "Como Dick y yo estábamos juntos, estábamos en la misma oficina cuando explotó la bomba en Oklahoma" .